# Le Petit Gonzales
Le Petit Gonzales è un album in studio della cantante franco-italiana Dalida, pubblicato nel 1962 da Barclay.

## Tracce
Lato A
1. Le petit Gonzales
2. Je l'attends
3. Petit éléphant twist
4. Toutes les nuits
5. T'aimerai tojours

Lato B
1. La leçon de twist
2. À ma chance
3. Que sont devenues les fleurs
4. Je ne peux pas me passer de toi
5. Achète-moi un juke-box